# Manifesto hacker
Il Manifesto Hacker (nell'originale inglese The Hacker Manifesto o  The Conscience of a Hacker) è un breve saggio scritto l'8 gennaio 1986 da Loyd Blankenship, un hacker  che si faceva chiamare The Mentor. Fu scritto poco dopo l'arresto dell'autore, e pubblicato per la prima volta sulla Ezine Phrack. Oggi può essere trovato in numerosi siti web.
Esso è considerato una pietra miliare della cultura hacker, e rivela aspetti psicologici dei primi hacker. Nel Manifesto si spiegano le motivazioni che portano un ragazzo ad entrare a far parte degli hacker, spesso individui che trovano nella scuola unicamente un noioso passatempo, che non riesce a stimolare la loro creatività, fino alla scoperta del computer che diventa il mezzo e la fonte della loro conoscenza, ed è il loro desiderio di apprendere che li porta ad essere considerati e a diventare per l'opinione pubblica dei criminali.

Riguardo ai motivi che lo hanno portato a scrivere l'articolo, Blankenship in un primo momento afferma:
<<Stavo pensando di ritirarmi dal mondo dell'hacking, e Craig/Knight Lightning - uno dei fondatori dell'Ezine Phrack - aveva bisogno di qualcosa (da scrivere) per la pubblicazione seguente del Phrack. Io stavo leggendo La Luna è una severa maestra e venni molto preso dall'idea di una rivoluzione.>>
In un'altra occasione più importante, quando gli venne chiesto del suo arresto e del perché scrisse il saggio, rispose:
<<Ero semplicemente di fronte a un computer quando non avrei dovuto esserci. Ed ebbi un forte sentimento di empatia per i miei amici in tutto lo stato che erano nella mia stessa situazione. Questo fu dopo il film "WarGames", quindi l'unica immagine degli hacker che l'opinione pubblica potesse avere era "Hey, potremmo far scoppiare una guerra nucleare, oppure giocare a tris, una delle due cose", e quindi decisi che avrei provato a scrivere ciò che sentivo fosse la vera essenza di quello che noi (hacker) stavamo facendo e del perché lo stessimo facendo.>>

## Nella cultura di massa
L'articolo viene citato diverse volte nel film Hackers del 1995, nonostante nel film venga letto da un'uscita della rivista 2600, e non dalla rivista Phrack sulla quale è stato effettivamente pubblicato.
The Mentor ha anche fatto una lettura dell'articolo a una conferenza Hackers_on_Planet_Earth.